# John L. Balderston
 John L. Balderston   (n. 22 octombrie 1889, Pennsylvania, SUA – d. 8 martie 1954, Los Angeles, California, SUA) a fost un scenarist și dramaturg american. 

## Lucrări scrise
- Genius of the Marne (1919)[12]
- Berkeley Square (1927) – piesă de teatru
- Dracula (1927) – piesă de teatru  – film în 1931 și 1979
- Dracula (1931) – scenariu bazat pe piesa de teatru din 1927
- Frankenstein (1931) – a scris primul scenariu
- The Mummy (1932) – scenariu
- Red Planet (1932) – piesă de teatru
- Berkeley Square (1933) – scenariu
- The Lives of a Bengal Lancer (1935) – scenariu
- Mystery of Edwin Drood (1935) – scenariu
- The Bride of Frankenstein (1935) – scenariu
- Mark of the Vampire (1935) – scriitor nemenționat
- Mad Love (1935) – scenariu
- Peter Ibbetson (1935) –  scriitor nemenționat
- Dracula's Daughter (1936) –  scriitor nemenționat
- The Amazing Quest of Ernest Bliss (1936) – scenariu
- The Last of the Mohicans (1936) – scenariu
- The Man Who Changed His Mind (1936) – scenariu
- Beloved Enemy (1936) – scenariu
- The Prisoner of Zenda (1937) – scenariu
- Gone With the Wind (1939) –  scriitor nemenționat
- Little Old New York (1940) – poveste originală
- Victory (1940) – scenariu
- Scotland Yard (1940) – scenariu
- Smilin' Through (1941) – scenariu
- Stand by for Action (1942) – scenariu
- Tennessee Johnson (1942) – scenariu
- Gaslight (1944) – scenariu